# Mranggen (Mranggen)
Mranggen is een bestuurslaag in het regentschap Demak van de provincie Midden-Java, Indonesië. Mranggen telt 13.770 inwoners (volkstelling 2010).